# Calothericles decoratus
Calothericles decoratus är en insektsart som beskrevs av Marius Descamps 1977. Calothericles decoratus ingår i släktet Calothericles och familjen Thericleidae. Inga underarter finns listade i Catalogue of Life.